# 혼모쿠촌
혼모쿠촌(일본어: 本牧村)은 일본 가나가와현 구라키군에 설치되었던 촌이다.

## 개요
가나가와현 구라기군 북부의 마을. 현재의 가나가와현 요코하마시 나카구의 동부에 해당한다.

## 역사

### 연혁
- 1889년 4월 1일 - 정촌제 시행에 의해 혼모쿠 혼고촌, 기타카타촌이 합병해 성립하였다.
- 1901년 4월 1일 - 요코하마시에 편입해, 동일 혼모쿠촌이 폐지하였다.
- 1927년 10월 1일 - 요코하마시가 구제를 시행해. 구 촌역이 나카구가 되었다.

## 교통
당촌 폐지 시점에서 궤도계 교통 기관은 미개업이였다.

## 참고 문헌
- 角川日本地名大辞典編纂委員会,『角川日本地名大辞典 神奈川県』1984, 角川書店